# 볼시스크

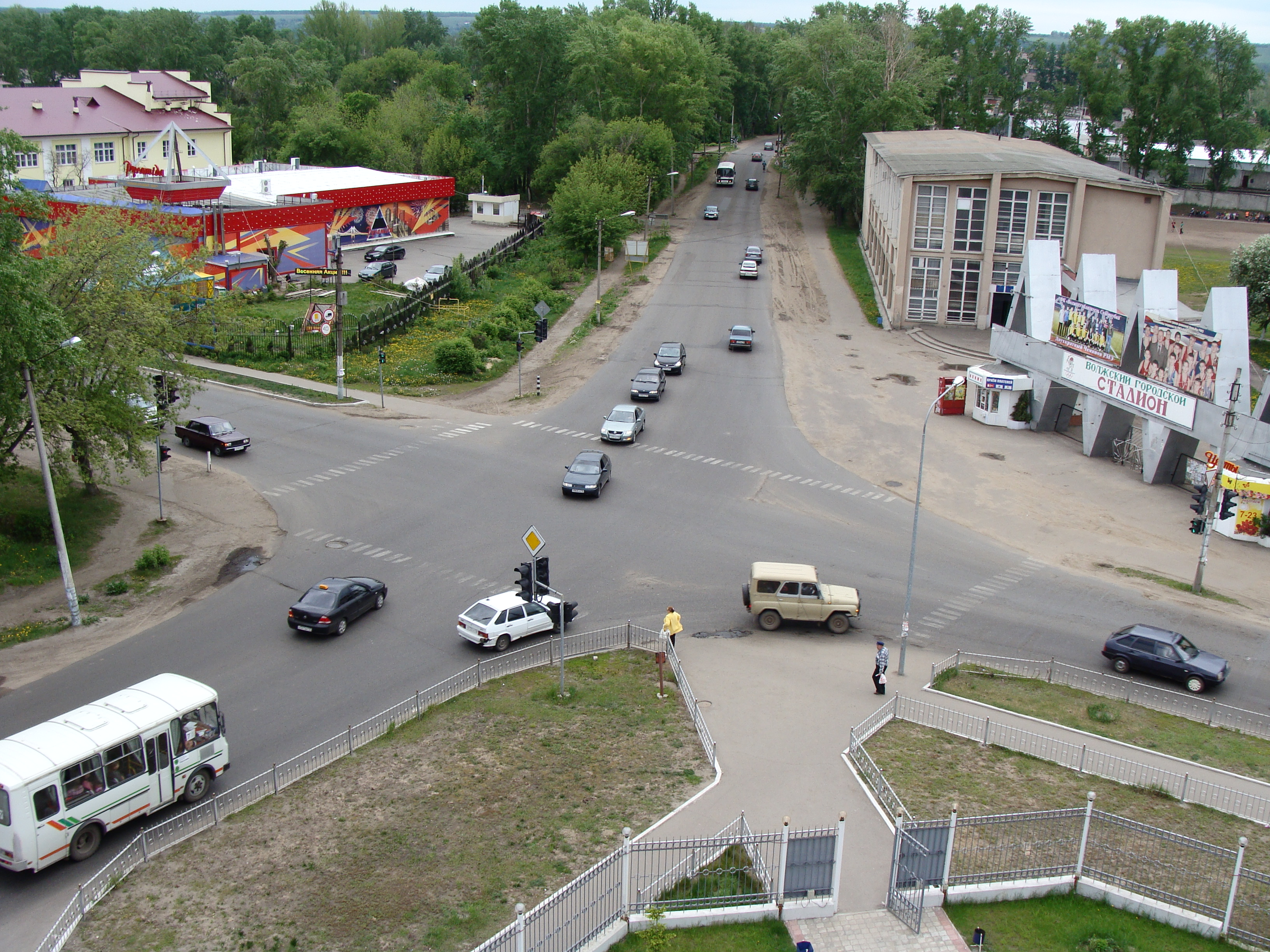
볼시스크 중앙공원

볼시스크(러시아어: Волжск, 마리어: Юлсер-Ола)는 러시아 마리옐 공화국의 도시로, 인구는 22,771명(2002년 기준)이다.